# Road Trips Volume 2 Number 1
Road Trips Volume 2 Number 1 je koncertní album skupiny Grateful Dead. Jedná se o pátou část série Road Trips. Album bylo nahráno v Madison Square Garden v New York City ve dnech 18., 19. a 20. září 1990 a vyšlo 10. prosince 2008.

## Seznam skladeb
| Disk 1 | Disk 1                              | Disk 1                       | Disk 1 |
| Pořadí | Název                               | Autor                        | Délka  |
| ------ | ----------------------------------- | ---------------------------- | ------ |
| 1.     | Truckin' (20. září 1990)            | Garcia, Lesh, Weir, Hunter   | 9:07   |
| 2.     | China Cat Sunflower (20. září 1990) | Garcia, Hunter               | 7:51   |
| 3.     | I Know You Rider (20. září 1990)    | trad., arr. by Grateful Dead | 7:09   |
| 4.     | Playing in the Band (19. září 1990) | Weir, Hart, Hunter           | 11:05  |
| 5.     | Ship of Fools (19. září 1990)       | Garcia, Hunter               | 6:43   |
| 6.     | Playing in the Band (19. září 1990) | Weir, Hart, Hunter           | 2:32   |
| 7.     | Uncle John's Band (19. září 1990)   | Garcia, Hunter               | 10:49  |
| 8.     | Let It Grow (19. září 1990)         | Weir, Barlow                 | 11:30  |
| 9.     | Jam (19. září 1990)                 | Grateful Dead                | 11:18  |

| Disk 2 | Disk 2                                    | Disk 2                                                 | Disk 2 |
| Pořadí | Název                                     | Autor                                                  | Délka  |
| ------ | ----------------------------------------- | ------------------------------------------------------ | ------ |
| 1.     | Jam (20. září 1990)                       | Grateful Dead                                          | 10:24  |
| 2.     | Dark Star (20. září 1990)                 | Garcia, Hart, Kreutzmann, Lesh, McKernan, Weir, Hunter | 13:21  |
| 3.     | Playing in the Band (20. září 1990)       | Weir, Hart, Hunter                                     | 3:53   |
| 4.     | Dark Star (20. září 1990)                 | Garcia, Hart, Kreutzmann, Lesh, McKernan, Weir, Hunter | 14:44  |
| 5.     | Throwing Stones (20. září 1990)           | Weir, Barlow                                           | 10:03  |
| 6.     | Touch of Grey (20. září 1990)             | Garcia, Hunter                                         | 7:41   |
| 7.     | Turn On Your Love Light (20. září 1990)   | Scott, Malone                                          | 7:13   |
| 8.     | Knockin' on Heaven's Door (18. září 1990) | Dylan                                                  | 9:29   |

| Bonusový disk | Bonusový disk                                         | Bonusový disk         | Bonusový disk |
| Pořadí        | Název                                                 | Autor                 | Délka         |
| ------------- | ----------------------------------------------------- | --------------------- | ------------- |
| 1.            | Mississippi Half-Step Uptown Toodeloo (18. září 1990) | Garcia, Hunter        | 9:34          |
| 2.            | Picasso Moon (18. září 1990)                          | Weir, Barlow, Bralove | 7:34          |
| 3.            | To Lay Me Down (18. září 1990)                        | Garcia, Hunter        | 9:43          |
| 4.            | Eyes of the World (18. září 1990)                     | Garcia, Hunter        | 17:57         |
| 5.            | Estimated Prophet (18. září 1990)                     | Weir, Barlow          | 12:59         |
| 6.            | Foolish Heart (18. září 1990)                         | Garcia, Hunter        | 8:25          |
| 7.            | Jam (18. září 1990)                                   | Grateful Dead         | 10:36         |

## Sestava
- Jerry Garcia – sólová kytara, zpěv
- Bob Weir – rytmická kytara, zpěv
- Phil Lesh – basová kytara, zpěv
- Vince Welnick – klávesy, zpěv
- Bruce Hornsby – piáno, akordeon, zpěv
- Mickey Hart – bicí
- Bill Kreutzmann – bicí